# Norderstapel
Norderstapel (duń. Nørre Stabel) – część gminy (Ortsteil) Stapel  w Niemczech w kraju związkowym Szlezwik-Holsztyn, w powiecie Schleswig-Flensburg, w związku gmin Kropp-Stapelholm. Do 28 lutego 2018 samodzielna gmina.